# Aplidium congregatum
Aplidium congregatum är en sjöpungsart som beskrevs av Kott 1992. Aplidium congregatum ingår i släktet Aplidium och familjen klumpsjöpungar. Inga underarter finns listade i Catalogue of Life.